# Leopold Wilhelm von Baden-Baden

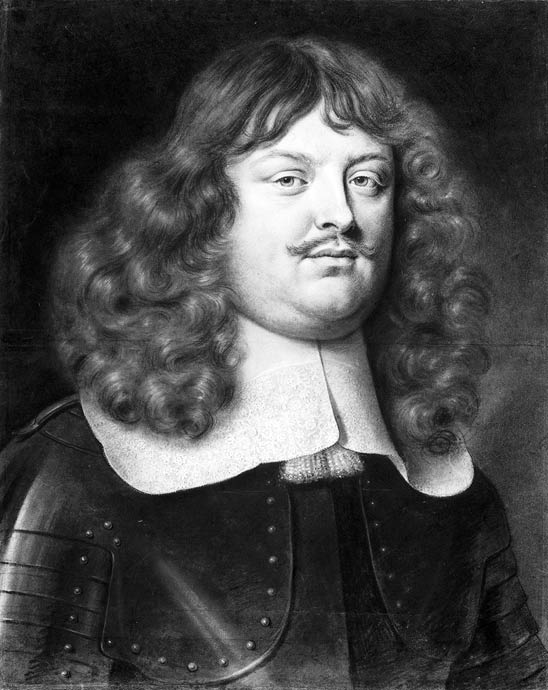
Leopold Wilhelm von Baden (Zeichnung von Wallerant Vaillant 1656, heute Staatliche Kunsthalle Karlsruhe)

Markgraf Leopold Wilhelm von Baden (* 16. September 1626 in Baden-Baden; † 23. Februar 1671) war kaiserlicher Feldmarschall aus der katholischen Linie des Markgrafenhauses Baden.

## Leben
Leopold Wilhelm wurde als zweiter Sohn von Markgraf Wilhelm von Baden-Baden und Katharina Ursula von Hohenzollern-Hechingen geboren und wuchs am Kaiserhof in Wien auf. Als nachgeborener Sohn entschied er sich für eine militärische Laufbahn und schloss sich 1645 der Kaiserlichen Armee an.
1646 erhielt er als Obrist das Kommando über das Infanterieregiment Baden, das zuvor seinem Vater gehört hatte. Unter dem Oberkommando von Peter Melander von Holzappel befehligte er im Dezember 1647 bei der Belagerung von Marburg die Infanterie bei einem Sturmangriff. Am 28. Dezember erlitt er eine schwere Verwundung durch einen Granatsplitter und entging nur knapp dem Tod. Deshalb ist unklar, ob er im Mai 1648 an der Schlacht bei Zusmarshausen teilnahm, in der sein Regiment kämpfte. Am 11. Juli wurde er zum Generalfeldwachtmeister befördert. Bis Kriegsende stand sein Regiment in Böhmen oder Süddeutschland.
Auch nach dem Westfälischen Frieden blieb Leopold Wilhelm im Militärdienst und übernahm 1651 das Regiment Ernst von Trauns, das er bis an sein Lebensende behielt. 1656 wurde er zum Hauptmann der Hartschier-Leibgarde ernannt und begleitete in dieser Funktion den späteren Kaiser Leopold I. 1658 zur Wahl und Krönung zum Kaiser in Frankfurt.
Am 7. Mai 1658 beförderte man ihn zum Feldmarschallleutnant. Er zog im Herbst 1658 nach Mecklenburg, um unter Raimondo Montecuccoli am Zweiten Nordischen Krieg an der Seite Dänemarks gegen die Schweden teilzunehmen. Im Dezember eroberte er Alsen vor Jütland und inspizierte Anfang 1659 zusammen mit Georg von Derfflinger und Otto Christoph von Sparr die Festung Fredericia. Danach beteiligte er sich an der Eroberung von Tribsees und Demmin in Pommern und wurde am 3. Dezember 1659 Feldzeugmeister.
Im Februar 1662 erhielt Leopold Wilhelm das militärische Kommando in Böhmen erteilt anstelle von Jan van der Croon, der den Oberbefehl über Prag, Eger und Glatz behielt. 1663 wurde er zum Reichsgeneralfeldmarschall ernannt und befehligte das Reichskontingent im Krieg gegen die Türken in Ungarn. Trotz Erkrankung befehligte er diese Truppen auch in der entscheidenden Schlacht bei Mogersdorf, in der die Osmanische Armee aufgehalten wurde. Als letzter Posten vor seinem Tod diente er als Gouverneur von Varaždin in Kroatien. Üblicherweise wird angegeben, dass er dort am 1. März 1671 verstarb, tatsächlich starb er aber eine Woche zuvor auf einer Reise in die Heimat an akutem Fieber. Sein Wahlspruch lautete „pro Caesare mori vivere est“.

## Ehen und Nachkommen
Die erste Ehe von Leopold Wilhelm von Baden wurde 1659 mit Anna Silvia Caretto, Gräfin von Millesimo (* 6. Februar 1607; † 26. Februar 1664) geschlossen. Die Ehe blieb kinderlos. Durch diese Heirat erwarb die Markgrafschaft Baden ausgedehnte Besitzungen in Böhmen.
Die zweite Ehe von Leopold Wilhelm von Baden war am 23. Februar 1666 mit Gräfin Maria Franziska von Fürstenberg-Heiligenberg (* 18. Mai 1633; † 7. März 1702), der Tochter des Grafen Ernst Egon VIII. von Fürstenberg-Heiligenberg. Aus der Ehe gingen folgende Kinder hervor:
1. Leopold Wilhelm II. (* 20. Januar 1667; † 11. April 1716 in Rastatt durch Freitod), wird als taubstumm beschrieben
2. Sohn (* 20. Januar 1667; † 20. Januar 1667), Zwillingsbruder von Leopold Wilhelm
3. Karl Friedrich Ferdinand (* 14. September 1668; † 14. September 1680)
4. Katharina Franziska (* 1669 (?); † jung gestorben)
5. Henriette (* 1670 (?); † jung gestorben)
6. Anna (* 1671 (?); † jung gestorben)

Leopold Wilhelm war ein Onkel des Markgrafen Ludwig Wilhelm von Baden-Baden, dem „Türkenlouis“.